# Шарлотта Амалия Гессен-Кассельская
Шарлотта Амалия Гессен-Кассельская (нем. Charlotte Amalie von Hessen-Kassel; 27 апреля 1650, Кассель, Гессен — 27 марта 1714, Шарлоттенборг, Копенгаген) — принцесса Гессен-Кассельская, супруга Кристиана V, короля Дании и Норвегии.

## Биография
Шарлотта Амалия была дочерью ландграфа Гессен-Касселя Вильгельма VI и его супруги Гедвиги Софии Бранденбургской. Принцесса получила строгое религиозное, реформатское (кальвинистское) воспитание.
25 июня 1667 года в Нюкёбинге она вышла замуж за короля Дании и Норвегии Кристиана V. В брачном договоре было специально упомянуто, что Шарлотта Амалия и после вступления в брак сохранит своё реформатское вероисповедание. Таким образом, она была единственной среди датских королев, не сменивших при восшествии на трон свою религию на лютеранство. Впрочем, первоначально в Дании всё же предпринимались попытки принудить молодую королеву к принятию лютеранства, бывшего государственной религией Дании и Норвегии. В связи с этим Шарлотте Амалии пришлось обратиться за поддержкой к своей матери и дяде, курфюрсту Бранденбурга Фридриху-Вильгельму I.
Королева Шарлотта Амалия стала очень популярна в Дании с 1700 года, когда она приняла активное участие в обороне страны против вторгшихся на остров Зеландия войск шведского короля Карла XII. Она также в значительной мере способствовала принятию Данией изгнанных из Франции гугенотов, которым Кристиан V предоставил своим указом в 1685 году различные привилегии. В 1689 году, при личном участии королевы, в Копенгагене была освящена первая реформатская церковь. Шарлотта Амалия также добилась свободы вероисповедания в Дании для всех представителей реформатских религиозных общин.
В честь королевы названы город Шарлотта-Амалия, ныне административный центр Виргинских островов и копенгагенский замок Шарлоттенбург, перестроенный по её указанию. В этом дворце королева Шарлотта Амалия жила с 1699 года и до своей смерти. Ныне в нём находится Датская академия художеств. Похоронена королева в соборе города Роскилле.

## Семья
В браке с Кристианом V у Шарлотты Амалии родились дети:
- Фредерик (1671—1730), король Дании и Норвегии, в первом браке был женат на Луизе Мекленбургской, во втором — на Анне Софии Ревентлов;
- Кристиан Вильгельм (1672—1673);
- Кристиан (1675—1695);
- София Гедвига (1677—1735);
- Кристиана-Шарлотта (1679—1689);
- Карл (1680—1729);
- Вильгельм (1687—1705).